# Cydia splendana
Cydia splendana là một loài bướm đêm thuộc họ Tortricidae. Nó được tìm thấy ở châu Âu.
Sải cánh dài 12–16 mm. Con trưởng thành bay từ tháng 5 đến tháng 9 tùy theo địa điểm.
Ấu trùng ăn Oak và Sweet Chestnut, và perhaps also Juglans species. The larvae develop mostly in mature chestnut fruits.

## Hình ảnh

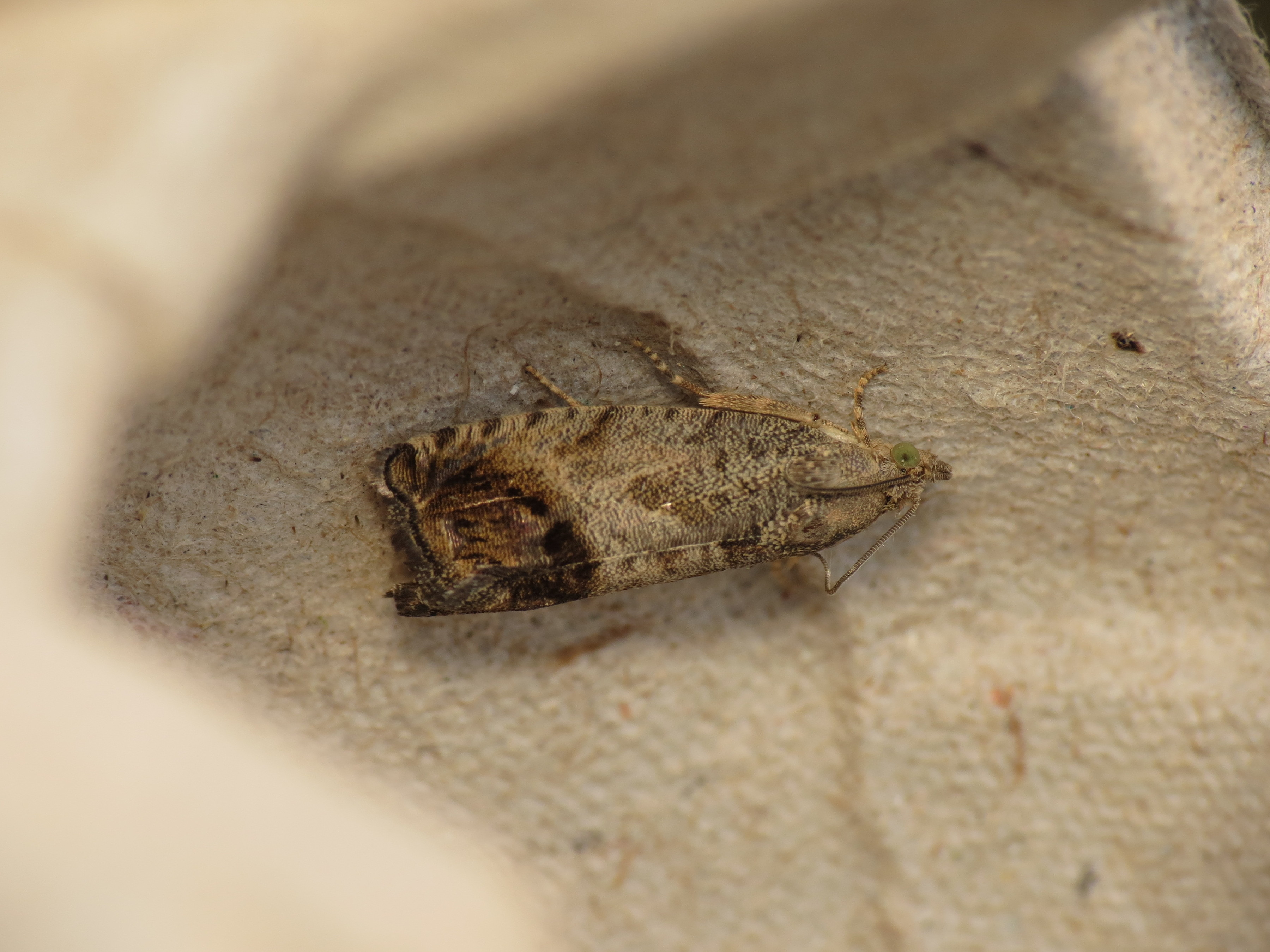
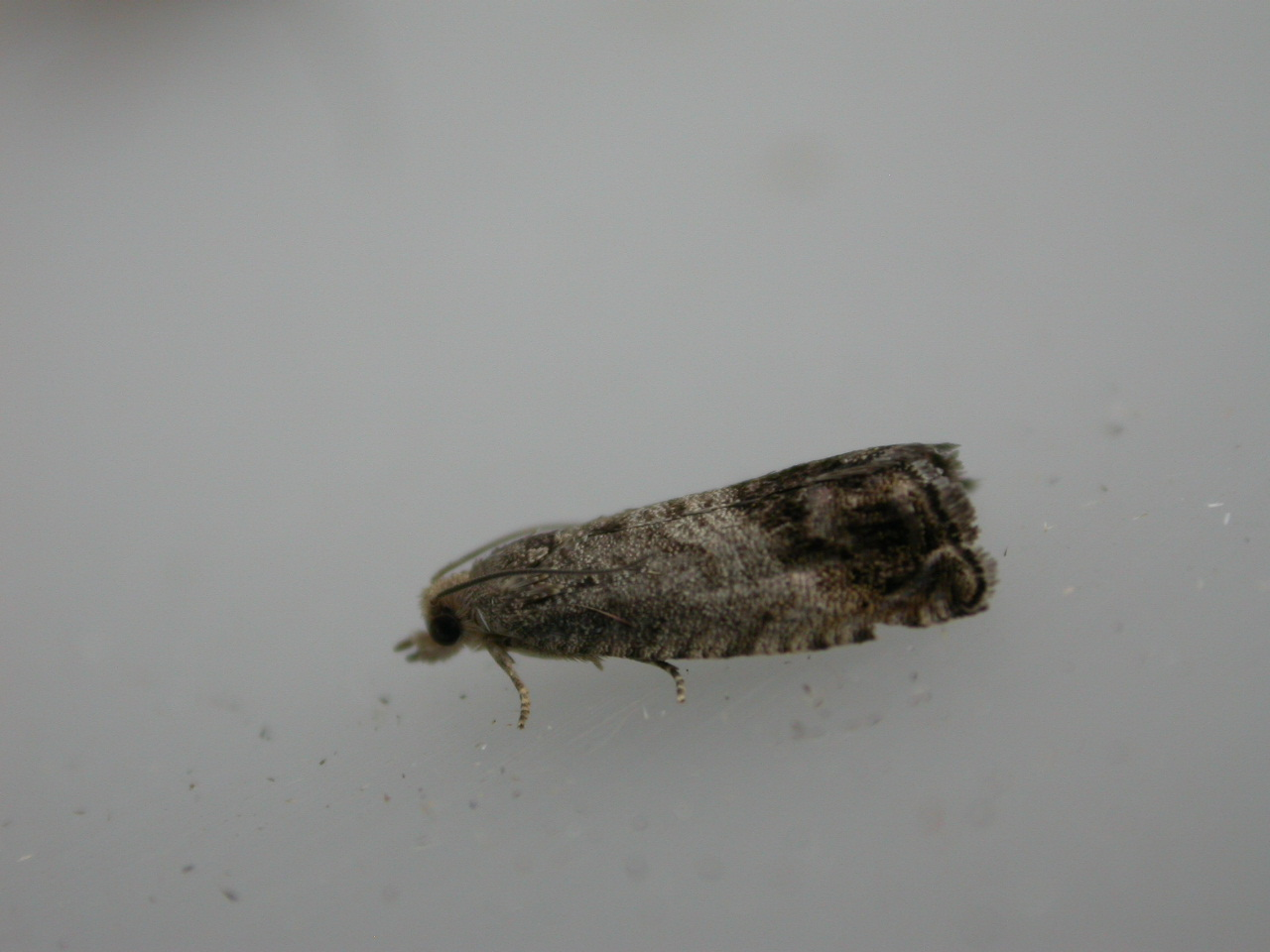
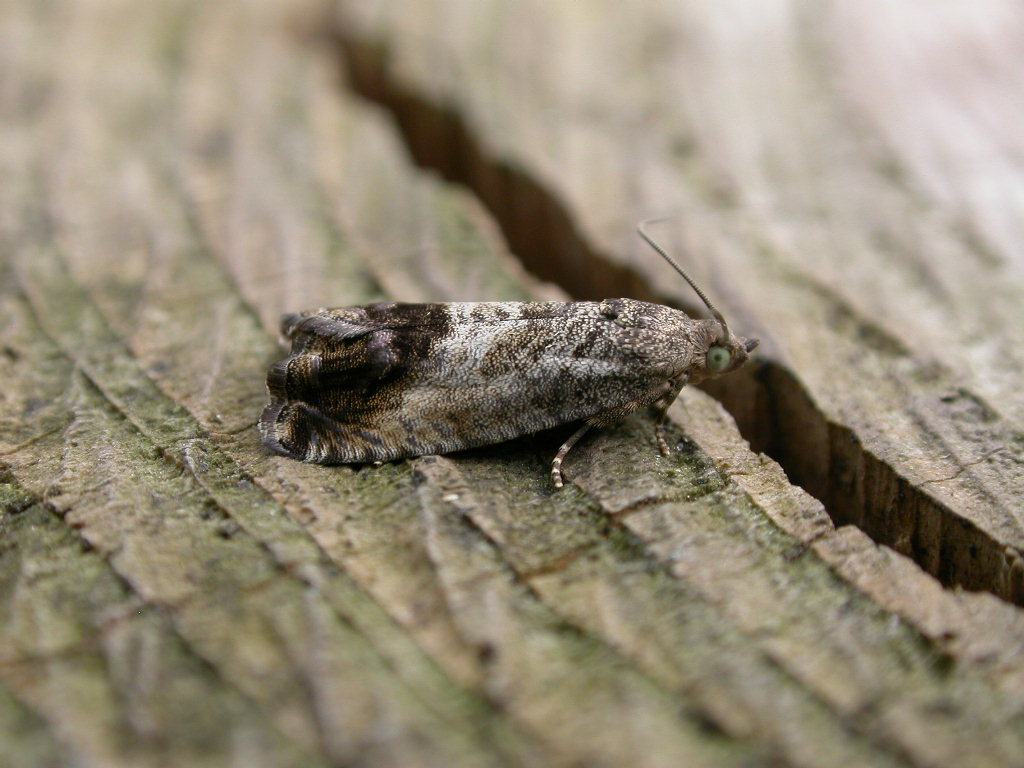
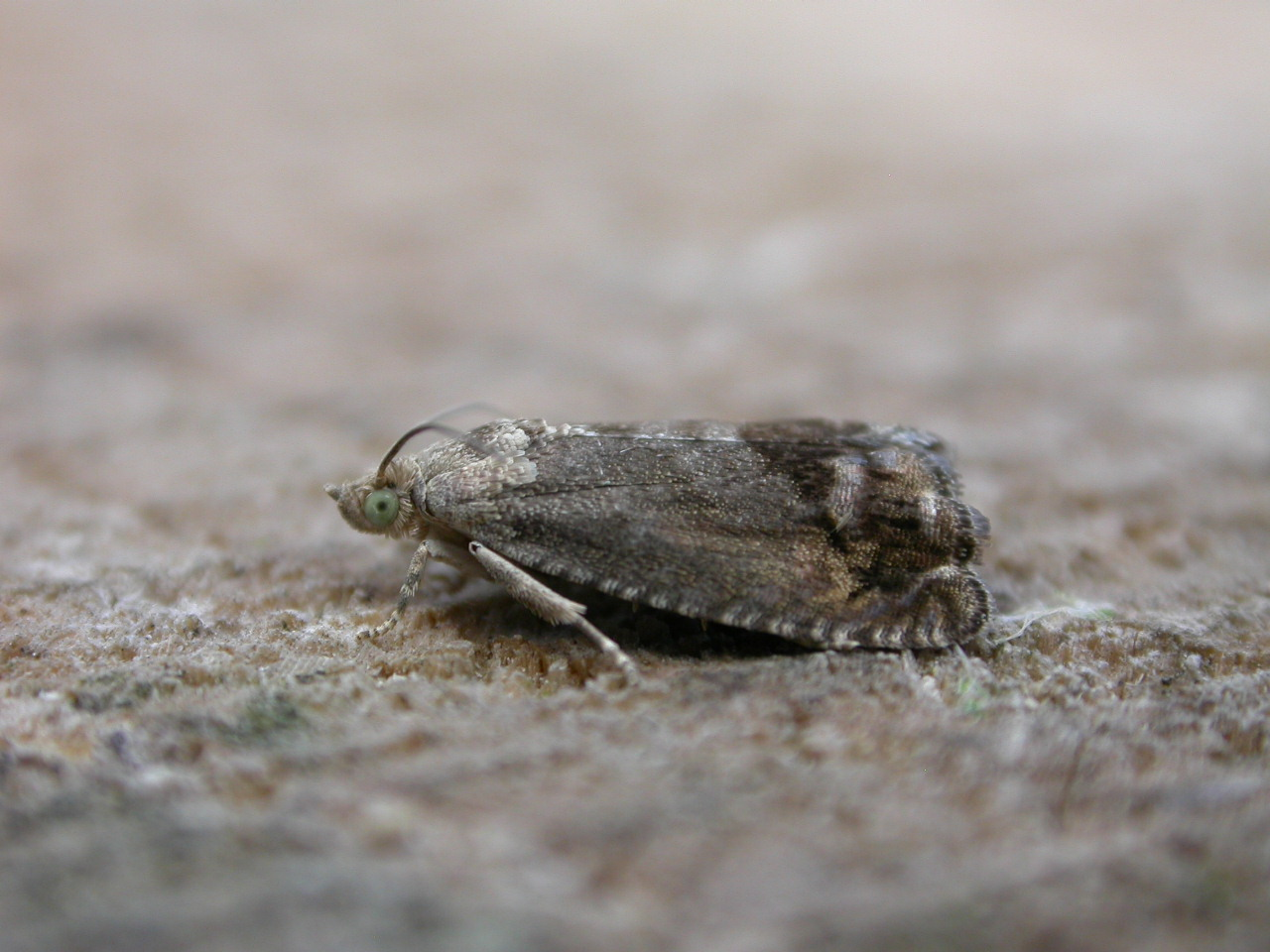